# 线叶蒿
线叶蒿（学名：Artemisia subulata）为菊科蒿属的植物。分布于朝鲜、日本、俄罗斯以及中国大陆的吉林、河北、黑龙江、辽宁、山西、内蒙古等地，生长于海拔200米至1,300米的地区，一般生于低海拔湿润、半湿润地区的山坡、林缘、河岸、沼泽地边缘以及草甸等地区，目前尚未由人工引种栽培。

## 别名
全赞形叶蒿（俗称），“西日合力格-沙里尔日”（蒙语名）